# Handball-Weltmeisterschaft der Männer 2029
Die 31. Handball-Weltmeisterschaft der Männer soll im Jahr 2029 in Frankreich und Deutschland stattfinden. Der Veranstalter ist die Internationale Handballföderation (IHF).

## Bewerber
Ihr Interesse an der Ausrichtung der Weltmeisterschaft 2029 bekundeten, in einer gemeinsamen Bewerbung, die Handballverbände aus Frankreich, Deutschland und der Schweiz, wobei der Schweizer Verband letztlich nicht mehr mit bot. Eine weitere gemeinsame Bewerbung reichten die Verbände von Island, Norwegen und Dänemark ein; Interesse bekundete auch der Handballverband Saudi-Arabiens.
Beim IHF Council am 16. April 2024 in Créteil wurde die IHF die Austragungsrechte für die Weltmeisterschaften der Jahre 2029 und 2031 vergeben, für die nach einem Auswahlprozess die gemeinsamen Bewerbungen der Handballverbände Dänemarks, Island und Norwegens sowie der Verbände Frankreichs und Deutschlands, die sich jeweils für beide Weltmeisterschaften bewarben, übrig blieben. Den Zuschlag erhielten die Verbände Frankreichs und Deutschlands. Das Eröffnungsspiel und die Finalrunde werden in Paris ausgetragen. Eventuell werden noch weitere Nationen beteiligt.

## Teilnehmer
Am Turnier werden 32 Nationen teilnehmen. Qualifiziert sind:
- Frankreich und Deutschland als Gastgeber
- Gewinner der Weltmeisterschaft 2027

## Übertragungsrechte
Die Rechte zur Übertragung der deutschen Spiele der Männer und der Frauen sowie der Endspiele der Weltmeisterschaften 2027, 2029 und 2031 für Deutschland erwarb die ProSiebenSat.1 Media. Die Pay-TV-Rechte aller Spiele erwarb Dyn Media.